# Championnat de Belgique de football de troisième division 2021-2022
Navigation
saison précédente saison suivante
Le Championnat de Belgique de football D3 2021-2022 est la nonante-troisième (quatre-vingt-treizième) saison du championnat belge de 3e Division.
Après quatre éditions sous le nom de « Division 1 Amateur », il s'agit de la  seconde édition de ce niveau sous l'appellation « Nationale 1 » (ou 1re division nationale). Le changement de dénomination est intervenu à la demande des clubs qui considéraient que le vocable «amateur», utilisé depuis la saison 2016-2017, pouvait avoir une connotation péjorative .
La «Nationale 1» est composée de quinze clubs issus de toutes les parties du pays en termes d’appartenance linguisitique.

## Critères de composition

### Conditions d'accès
À partir de la saison 2017-2018, des critères technico-administratifs doivent être remplis par les clubs désireux de prendre part à cette division ,:
- Avoir minimum 7 joueurs sous contrat avec le statut "semi-professionnel".
- Disposer d'un stade de minimum 1.500 places (dont minimum 300 assises).
- Disposer d'un terrain aux dimensions de 100-105m de long sur 64-68m de large.
- Disposer d'un éclairage de minimum 300 LUX (dérogation à 200 LUX la première saison)

Dans un autre domaine, les participants de cette division devraient percevoir 50 000 euros par saison provenant des droits télévisés du football professionnel.

## Organisation - Règlement
Les équipes se rencontrent en matchs aller/retour durant une phase classique (30 matches). Au terme de cette première phase, les quatre premiers classés disputent le "Play-off Amateur" au terme duquel est désigné le champion

### Play Off Amateur
Au terme de la saison régulière de trente matchs, les quatre premiers disputent le «Play-off Amateur». Pour ce faire, ils se rencontrent en matchs /aller retour. Selon le même principe que celui adopté en Jupiler Pro League, le classement du "Play-off" est établi avec chaque formation conservant 50 % des points conquis durant la phase classique (arrondis à l'unité supérieure si nécessaire pour obtenir un nombre entier).
L'équipe championne est officiellement sacrée championne de Belgique Amateur.

### Promotion en D1B
S'il est en possession de la licence nécessaire, le champion de Nationale 1 est promu en Division 1B la saison suivante.

### Relégation en D2 ACFF ou VV
Les deux derniers classés au terme de la phase classique sont relégués en Division 2 ACFF ou VV la saison suivante. Le club qui termine à la 13e place est dit "barragiste", et doit assurer son maintien lors du tour final avec des formations de D2 ACFF ou VV.

### Cas particuliers
Le principe de relégation directe et de désignation du "barragiste" peuvent subir des adaptions si un ou plusieurs clubs ne répondent plus aux conditions d'accès à la D1 Amateur. Dans ce cas, le ou les cercles concernés seraient placés aux places de relégables directs .

## Arrivée des «Sélections U23»
Selon les projets des clubs de Pro League, les clubs membres de celle-ci vont pouvoir aligner leur sélection U23 dans le championnat de « Division 1B » mais certaines équipes U23 devraient être réparties de la « Nationale 1 » à la « D3 Amateur ».
Au début de la saison 2021-2022, l'arrivée des Sélection U23 des cercles professionnels semble un fait acquis . Cependant, un grand flou est encore de mise quant aux modalités  de mise en œuvre de cette nouvelle reforme des compétitions nationales belges de football, à peine cinq ans après les dernières modifications en date. Certains journaux ont déjà exposés des projets de répartition mais aucune confirmation (ou infirmation) n'a encore été donnée par les autorités fédérales .
En définitive, le projet est reporté d'un an.

## Changement d'appellation
Durant le printemps 2021, le K. FC Mandel United Izegem-Ingelmunster (matricule 935) adopte un nouveau logo et change sa dénomination qui devient Royal FC Mandel United Izegem-Ingelmunster (935).

## Clubs participants 2021-2022
À partir de la saison 2016-2017, par le biais de la colonne "Total Niv. 3", le tableau des participants rappelle le nombre de saisons jouées au 3e niveau de la hiérarchie belge.
Conformément à ce qui est décidé en janvier 2021 (voir saison précédente), aucune montée, aucune relégation ne se produit durant l'intersaison. Réduite à 15 participants durant l'été 2020 (à la suite du repêchage du K.Lierse Kempenzonen vers l'étage supérieur), la Nationale 1 se joue à 15. Sans adaptation du règlement usuel, il y aura donc que deux descendant directs (au lieu de trois) et un barragiste.
| #  | Nom                                         | Mat. | Ville           | Stades              | En Nat 1 depuis | Total en Nat 1 | Total Niv 3 | S. Précédente |
| -- | ------------------------------------------- | ---- | --------------- | ------------------- | --------------- | -------------- | ----------- | ------------- |
| 1  | Royal Football Club de Liège                | 4    | Rocourt         | de Rocourt          | 2018-19 4e      | 4 s            | 16 s        | NC            |
| 2  | Royal Knokke Football Club                  | 101  | Knokke-Heist    | L. Lippens Park     | 2020-21 2e      | 2 s            | 17 s        | NC            |
| 3  | Koninklijke Voetbal Klub Tienen             | 132  | Tirlemont       | J. Bergé            | 2020-21 2e      | 2 s            | 45 s        | NC            |
| 4  | Union Royale La Louvière Centre             | 213  | La Louvière     | du Tivoli           | 2019-20 3e      | 3 s            | 19 s        | NC            |
| 5  | Olympic Club de Charleroi                   | 246  | Montignies s/S. | de La Neuville      | 2019-20 3e      | 3 s            | 39 s        | NC            |
| 6  | Koninklijke Football Club Dessel Sport      | 606  | Dessel          | Armand Melis        | 2016-17 6e      | 6 s            | 27 s        | NC            |
| 7  | Royal Football Club Mandel United           | 935  | Izegem          | Skyline Arena       | 2020-21 2e      | 2 s            | 31 s        | NC            |
| 8  | Union Royale Sportive Lixhe Visé            | 1352 | Visé            | de la Cité de l'Oie | 2019-20 3e      | 3 s            | 3 s         | NC            |
| 9  | Koninklijke Rupel Boom Football Club        | 2138 | Boom            | Gemeentelijk        | 2018-19 4e      | 4 s            | 18 s        | NC            |
| 10 | Koninklijke Sportkring Heist                | 2948 | Heist o/d Berg  | Gemeentelijk        | 2016-17 6e      | 6 s            | 10 s        | NC            |
| 11 | Patro Eisden Maasmechelen                   | 3434 | Maasmechelen    | Patrostadion        | 2019-20 3e      | 5 s            | 26 s        | NC            |
| 12 | Kon. V. V. THES Sport Tessenderlo           | 3671 | Tessenderlo     | Gemeentelijk        | 2018-19 4e      | 4 s            | 4 s         | NC            |
| 13 | Football Club Verbroed. Dender Eend. Hekel. | 3900 | Denderleeuw     | Van Roy             | 2016-17 6e      | 6 s            | 17 s        | NC            |
| 14 | Kon. Voetbalclub Sint-Eloois-Winkel Sport   | 4408 | St-E-Winkel     | Terscheide Park     | 2019-20 3e      | 3 s            | 5 s         | NC            |
| 15 | Royal Francs Borains                        | 5192 | Boussu-Bois     | Robert Urbain       | 2020-21 2e      | 2 s            | 6 s         | NC            |

### Localisation des clubs participants
| \| Knokke St-E-Winkel Mandel U. Dender Boom Dessel Heist La Louvière Centre F. Borains Tessenderlo Tirlemont Maasmechelen Visé Liège Charleroi \| Localisation des clubs engagés en Division 1 Amateur 2020-2021 |
| Knokke St-E-Winkel Mandel U. Dender Boom Dessel Heist La Louvière Centre F. Borains Tessenderlo Tirlemont Maasmechelen Visé Liège Charleroi                                                                      |

### Villes et Stades
| KVV Thes Sport Tessenderlo              | KSK Heist                            | Patro Eisden Maasmechelen             | FCV Dender EH                                |
| --------------------------------------- | ------------------------------------ | ------------------------------------- | -------------------------------------------- |
| Gemeentelijk Sportpark Capacité : 4 000 | Gemeentelijk Capacité : 4 824        | Patrostadion Capacité : 5 500         | stade Van Roy Capacité : 6 430               |
|                                         |                                      |                                       |                                              |
| K. FC Dessel Sport                      | Rupel Boom                           | R. Olympic Cl. Charleroi              | URSL Visé                                    |
| stade Armand Melis Capacité : 4 284     | Gemeentelijk Park Capacité : 9 470   | stade de La Neuville Capacité : 8 900 | Stade de la Cité de l'Oie Capacité : 5 226   |
|                                         |                                      |                                       |                                              |
| RFC Liège                               | La Louvière Centre                   | KVC Sint-Eloois-Winkel Sport          | R. Knokke FC                                 |
| stade de Rocourt Capacité : 8 000       | Le Tivoli Capacité : 12 500          | Terscheide Park Capacité : 4 000      | Burg. Graaf L. Lippens Park Capacité : 4 000 |
|                                         |                                      |                                       |                                              |
| K. VK Tienen                            | R. Francs Borains                    | R. FC Mandel United                   |                                              |
| Julien Bergé Capacité : 7 100           | stade Robert Urbain Capacité : 6 000 | Skyline Arena Capacité : 5 000        |                                              |
|                                         |                                      |                                       |                                              |

## Classement et Résultats 2021-2022

### Légende
|                 | Clubs qualifiés pour disputer le "Play-off Amateur".               |
|                 | club devant participer au "Tour final de Nationale 1".             |
|                 | clubs relégués vers la Division 2 ACFF.                            |
| en diminution   | Club relégué de Division 1B lors la saison 2020-2021.              |
| en augmentation | Clubs promus de Division 2 ACFF ou VV lors de la saison 2020-2021. |

### Classement final Nationale 1
- Champion d'automne:

| Rang | Équipe                       | Pts | J  | G  | N  | P  | Bp | Bc | Diff |
| ---- | ---------------------------- | --- | -- | -- | -- | -- | -- | -- | ---- |
| 1    | R. FC de Liège               | 50  | 28 | 14 | 8  | 6  | 57 | 23 | +34  |
| 2    | R. Knokke FC                 | 48  | 28 | 14 | 6  | 8  | 48 | 33 | +15  |
| 3    | K. FC Dessel Sport           | 48  | 28 | 13 | 9  | 6  | 47 | 35 | +12  |
| 4    | FC Verbroedering Dender EH   | 46  | 28 | 12 | 10 | 6  | 41 | 30 | +11  |
| 5    | R. Olympic Cl. de Charleroi  | 46  | 28 | 12 | 10 | 6  | 41 | 31 | +10  |
| 6    | K. Patro Eisden Maasmechelen | 46  | 28 | 12 | 10 | 6  | 28 | 21 | +7   |
| 7    | K. VC St-Eloois-Winkel Sport | 44  | 28 | 12 | 8  | 8  | 40 | 36 | +4   |
| 8    | URSL Visé                    | 39  | 28 | 11 | 6  | 11 | 45 | 34 | +11  |
| 9    | K. SK Heist                  | 39  | 28 | 10 | 9  | 9  | 41 | 34 | +7   |
| 10   | K. VV Thes Sport Tessenderlo | 39  | 28 | 10 | 9  | 9  | 35 | 35 | 0    |
| 11   | VK Tienen                    | 35  | 28 | 9  | 8  | 11 | 28 | 34 | -6   |
| 12   | K. Rupel Boom FC             | 33  | 28 | 10 | 3  | 15 | 26 | 39 | -13  |
| 13   | R. Francs Borains            | 32  | 28 | 8  | 8  | 12 | 26 | 29 | -3   |
| 14   | R. FC Mandel United          | 19  | 28 | 4  | 7  | 17 | 26 | 50 | -24  |
| 15   | La Louvière Centre           | 9   | 28 | 2  | 3  | 23 | 13 | 78 | -65  |

- Initialement, le 13e classé devait disputer les barrages pour le maintien alors que le 14e était relégué. Mais en raison de la faillite prononcée à l'encontre de l'Excel Mouscron et surtout du double refus de licence qui frappe ce club, dès lors renvoyé en D2 Amateur, les Francs Borains se maintiennent tandis que Mandel United bénéficie d'un répit en disputant les barrages [11].
- Certaines sources oublient une décision prise en appel en fin de saison et indiquent le club de Dender avec 3 points de plus et celui de Liège avec trois unités de moins. Au niveau de la différence de buts, ces deux cercles sont alors présentés avec une victoire liégeoise contre Dender par 3-0 transformée en défaite par forfait: 0-5. Ce constat est celui consécutif à une décision prise le lundi 23 mai 2022 soit deux jours avant la dernière journée décisive du tour final (une erreur de transcription du la feuille de match sans aucune incidence sur le déroulement du match concerné) ! Ayant interjeté appel, le « Great Old wallon » obtient gain de cause devant le comité compétent, siégeant le 21 juin 2022. Cette décision ne change rien au verdict sportif final (montée de Dender après le tour final), mais elle rétablit le classement de la phase classique tel qu'il l'est au terme de la 30e journée [12].

### Tableau des résultats de Nationale 1
| Résultats (▼dom., ►ext.)                                   | BOO | FBO | CHA | DDR | DSP | PAT | HEI | KNO | FCL | LOU  | MAN | SEW | TES | TIE | VIS |
| K. Rupel Boom FC                                           |     | 0-0 | 0-1 | 1-3 | 2-1 | 2-1 | 0-0 | 0-1 | 0-4 | 1-0  | 0-1 | 0-2 | 1-0 | 1-0 | 2-1 |
| R. Francs Borains                                          | 2-0 |     | 0-2 | 1-1 | 1-0 | 1-1 | 0-0 | 3-0 | 1-0 | 2-0  | 2-0 | 1-2 | 0-1 | 1-0 | 1-1 |
| Olympic Charleroi CF                                       | 0-2 | 1-0 |     | 2-2 | 0-0 | 0-0 | 1-0 | 1-2 | 2-2 | 2-1  | 2-1 | 2-1 | 1-1 | 1-0 | 1-1 |
| FC Verbr. Dender EH                                        | 3-1 | 3-1 | 3-1 |     | 3-1 | 3-0 | 2-1 | 0-0 | 0-0 | 2-0  | 1-1 | 0-0 | 1-1 | 1-0 | 3-0 |
| K. FC Dessel Sport                                         | 3-2 | 0-0 | 1-1 | 3-1 |     | 1-0 | 4-3 | 1-3 | 2-2 | 1-0  | 2-2 | 3-1 | 1-0 | 3-0 | 4-3 |
| Patro Eisden Maasm.                                        | 2-0 | 1-0 | 1-1 | 1-1 | 2-0 |     | 0-0 | 1-0 | 3-2 | 2-0  | 1-0 | 2-0 | 0-0 | 1-1 | 1-0 |
| K. SK Heist                                                | 1-2 | 1-0 | 1-1 | 2-0 | 1-1 | 0-2 |     | 1-1 | 2-1 | 3-1  | 4-0 | 2-2 | 0-4 | 2-0 | 1-0 |
| R. Knokke FC                                               | 1-3 | 1-0 | 3-0 | 1-0 | 1-3 | 1-1 | 1-3 |     | 2-1 | 0-1  | 5-2 | 4-2 | 2-1 | 1-1 | 2-1 |
| R. FC de Liège                                             | 3-1 | 0-0 | 3-1 | 3-0 | 0-0 | 2-0 | 2-0 | 3-0 |     | 10-0 | 3-1 | 1-1 | 3-1 | 0-0 | 2-3 |
| UR La Louvière Centre                                      | 0-2 | 3-1 | 0-3 | 0-0 | 1-5 | 1-2 | 1-1 | 1-6 | 0-2 |      | 0-2 | 0-2 | 0-0 | 0-1 | 0-2 |
| R. FC Mandel United                                        | 1-1 | 2-2 | 1-3 | 0-2 | 0-3 | 0-1 | 1-2 | 0-4 | 0-1 | 4-1  |     | 0-0 | 2-3 | 1-0 | 1-2 |
| K. VC St-Eloois-Winkel Sp                                  | 1-0 | 0-3 | 2-1 | 1-3 | 1-1 | 3-1 | 3-1 | 1-0 | 1-1 | 0-1  | 1-1 |     | 1-0 | 3-1 | 0-3 |
| K. VV THES Sport Tessend.                                  | 2-0 | 4-3 | 0-5 | 1-0 | 1-2 | 1-1 | 2-2 | 0-0 | 0-2 | 1-4  | 1-1 | 2-0 |     | 1-1 | 1-0 |
| K. VK Tienen                                               | 1-0 | 1-0 | 2-2 | 2-2 | 4-1 | 1-0 | 0-0 | 3-1 | 0-3 | 0-0  | 2-1 | 2-3 | 1-3 |     | 2-1 |
| URSL Visé                                                  | 4-2 | 4-0 | 1-3 | 2-1 | 0-0 | 0-0 | 3-0 | 0-0 | 2-1 | 7-0  | 1-0 | 1-1 | 1-3 | 1-2 |     |
| - Victoire à domicile - Match nul - Victoire à l'extérieur |     |     |     |     |     |     |     |     |     |      |     |     |     |     |     |

## Résumé
Le K. FC Dessel Sport domine la majeure partie de la phase classique. Sur la fin du parcours, les Campinois lâchent du lest une fois confirmé que leur direction a annulé sa demande de licence pour la « D1B ». Après une entame très moyenne, Knokke fait une magnifique remontée et décroche sa place au Tour final, bien que n'ayant pas demandé de licence pour l'étage supérieur.
derrière Dessel, la lutte est passionnante et les positions au classement changent régulièrement. Comme c'est assez souvent le cas depuis l'instauration du système de licence, c'est une fois connue la situation sur ce sujet (qui la demande, qui la reçoit) que la hiérarchie se décante de manière plus nette. 
Candidat ouvertement déclaré à la montée, le R. FC de Liège se fait peur un temps mais se présente en qualité de grand favori pour le tour final. Mais en réalité, sans le savoir au coup de sifflet final de la dernière rencontre de la dernière journée de la phase classique, les « Sang & Marine » ont laissé filer... la montée directe vers un 2e niveau que le club a quitté douze ans plus tôt ! Explications: La 28e rencontre, les Liégeois accueillent les « Dogues » de l'Olympic de Charleroi. Ceux-ci, bien que n'ayant pas sollicité de licence, sont candidats pour le tour final. Concrètement, la victoire (logique) du Great Old sur le score de 3 à 1 est tout bénéfice pour le cercle flandrien de Denderer qui est contraint au match nul mais chipe la place au tour final aux « Dogues » pour avoir marqué un but de plus qu'eux. Un constat rageant pour le matricule 4, quand on connaît l'issue de la phase décisive à 4.
La lutte pour le maintien est rapidement perdue pour La Louvière Centre. En proie a de délicates luttes internes, les « Loups » ne retrouvent jamais la plénitude du talent affiché avant la Pandémie et ce titre brillamment conquis à l'étage inférieur où ils doivent retourner assez piteusement. Dans le bas du tableau, les destinées directement influencées par la situation de l'Excel Mouscron qui milite en Division 1B. Exsangue financièrement et très mal géré administrativement, le cercle hurlu se voit refuse toute licence avant d'être contraint de deéposer le bilan. Par ce fait, Mandel United, initialement descendant, reçoit la chance de se sauver lors des barrages et ne laisse pas passer l'opportunité. Barragiste sans la mésaventure mouscronnoise, les Francs Borains se maintiennent directement.

## Play-off Amateur
Ce "Play Off" désigne le champion de Nationale 1. Il est disputé par les quatre premiers classés de la phase classique même ceux qui n'ont pas demandé la licence professionnelle (obligatoire pour jouer en D1B). Toutefois, c'est le mieux classés des cercles ayant obtenu cette même licence qui monte en "Division 1B".

### Participants
Les points de la phase classique ont été partagés en deux (en arrondissant à l'unité supérieure si nécessaire). Par contre, le nombre de victoires et les différences de but sont celles de ce "Play Off". Lorsque ce tour final 2021-2022 débute, seuls Liège et Dender ont la licence pour monter en D1B.licate
| Rang | Équipe                     | Pts | J | G | N | P | Bp | Bc | Diff |
| ---- | -------------------------- | --- | - | - | - | - | -- | -- | ---- |
| 1    | FC Verbroedering Dender EH | 38  | 6 | 5 | 0 | 1 | 12 | 3  | +9   |
| 2    | R. FC de Liège             | 37  | 6 | 4 | 0 | 2 | 12 | 7  | +5   |
| 3    | R. Knokke FC               | 29  | 6 | 1 | 2 | 3 | 10 | 15 | -5   |
| 4    | K. FC Dessel Sport         | 26  | 6 | 0 | 2 | 4 | 9  | 18 | -9   |

#### Résultats des matchs du Play-off Amateur
| Résultats (▼dom., ►ext.)                                   | FCL | KNO | DSP | DDR |
| R. FC de Liège                                             |     | 2-1 | 4-0 | 1-0 |
| R. Knokke FC                                               | 2-1 |     | 3-3 | 0-2 |
| K. FC Dessel Sport                                         | 2-4 | 3-3 |     | 1-3 |
| FC Verbroed. Dender EH                                     | 2-0 | 4-1 | 1-0 |     |
| - Victoire à domicile - Match nul - Victoire à l'extérieur |     |     |     |     |

Cruel destin pour le R. FC de Liège. Comme expliqué ci-dessus, s'ils concèdent un goal de plus contre l'Olympic de Charleroi lors de la dernière journée, ce sont les Carolos qui terminent 4e et jouent le tour final. Opposés à trois adversaires sans licence, les Sang & Marine auraient été promus.
Au lieu du scénario rêvé, une défaite (2-0) au FC Verbroedering Dender contraint les « Principautaires » à une poursuite stressante. Un succès à domicile (1-0) contre les Flandriens orientaux reste inutile car ceux-ci gagnent leur dernière partie pendant que le « Great Old wallon » se loupe à Knokke !

## Tour final Nationale 1
Le 13e classé est dit « barragiste » et prend part au « Tour final de Nationale 1 » avec trois clubs (un qualifié par série de Division 2 Amateur). Le vainqueur de ce tour final se maintient ou monte en Nationale 1 pour la saison suivante.
La procédure est de deux demi-finales et d'une finale. Chaque affrontement faisant l'objet d'un aller-retour, a vec départage selon la formule classique (Points puis différence de but). Une prolongation de 2x 30 minutes, suivie le cas échéant d'une séance de tirs au but, sont prévus lors des matchs retour. Les « goals marqués en déplacement » ne sont plus prépondérants en cas d'égalité sur l'ensemble des deux rencontres. 

### Participants
- Barragiste de Nationale 1: R. FC Mandel United
- Qualifié 1 de D2 Amateur VV: K. SC Eendracht Aalst
- Qualifié 2 de D2 Amateur VV: K. Lyra-Lierse
- Qualifié de D2 Amateur ACFF: R. Union Tubize-le-Comte

### Résultats
|              | Dates       | Home                            | Away                            | Score | Prol     | TaB      |
| Demi-finales |             |                                 |                                 |       |          |          |
| 1 Aller      | 22 mai 2022 | R. FC Mandel United             | K. SC Eendracht Aalst           | 2-1   | XXXXXXXX | XXXXXXXX |
| 1 Retour     | 26 mai 2022 | R. FC Mandel United             | K. SC Eendracht Aalst           | 0-0   |          |          |
| 2 Aller      | 22 mai 2022 | R. Union Tubize-Braine-le-Comte | K. Lyra-Lierse                  | 1-1   | XXXXXXXX | XXXXXXXX |
| 2 Retour     | 26 mai 2022 | K. Lyra-Lierse                  | R. Union Tubize-Braine-le-Comte | 0-0   | 0-1      |          |
| FIN ALE      |             |                                 |                                 |       |          |          |
| F Aller      | 29 mai 2022 | R. FC Mandel United             | R. Union Tubize-Braine-le-Comte | 6-2   | XXXXXXXX | XXXXXXXX |
| F Retour     | 2 juin 2022 | R. Union Tubize-Braine-le-Comte | R. FC Mandel United             | 1-2   |          |          |

- Vainqueur de la finale, Mandel United assure son maintien en « Nationale 1 ».
  - Un match de classement était prévu entre les battus des demi-finales mais le Lyra-Lierse a préféré renoncer, laissant par la même occasion la 3e place à l'Eendracht Alost.

## Résumé de la saison
- Champion:   titre en Division 1 Amateur -  titre au 3e niveau

Nième titre de D1 Amateur - au 3e niveau - pour la province de
| Région flamande (10)             | Région flamande (10) | Région wallonne (5)               | Région wallonne (5) |
| -------------------------------- | -------------------- | --------------------------------- | ------------------- |
| Province d'Anvers                | 3                    | Province de Hainaut               | 3                   |
| Province de Flandre-Occidentale  | 3                    | Province de Liège                 | 2                   |
| Province de Flandre-Orientale    | 1                    | Province de Luxembourg            | 0                   |
| Province de Limbourg             | 2                    | Province de Namur                 | 0                   |
| Province du Brabant flamand      | 1                    | Province du Brabant wallon        | 0                   |
| Région de Bruxelles-Capitale VFV | 0                    | Région de Bruxelles-Capitale ACFF | 0                   |

À partir de la saison 2017-2018, le Brabant est également scindé en ailes linguistiques. Les cercles de la Région de Bruxelles-Capitale doivent choisir leur appartenance entre VFV et ACFF. La grande majorité opte pour l'ACFF..

### Relégations en D2 Amateur
Le fait que le championnat n'a concerné que 15 équipes, conjugué à la situation du Royal Excel Mouscron (envoyé de la D1B à la D2 Amateur car plus aucune licence accordée), implique que seul le dernier classé est descendant direct. 

#### VFV
- néant

#### ACFF
- La Louvière Centre

## Première saison en Nationale 1 (3eniveau)
L'intersaison n'ayant connu ni montée, ni descente, il n'y a évidemment pas de cercles néophyte au 3e niveau nationale.